# Cordeiros
Cordeiros là một đô thị thuộc bang Bahia, Brasil. Đô thị này có diện tích 554,511 km², dân số năm 2007 là 8494 người, mật độ 15,32 người/km².